# Лидер (управляющая компания)
Управляющая компания «Лидер» (ЗАО «Лидер», полное наименование — «Закрытое акционерное общество „Лидер“ (компания по управлению активами пенсионного фонда)») — одна из крупнейших управляющих компаний России по сумме активов в управлении и размеру собственного капитала.

## Акционеры
По данным на 2017 год акционерами компании являются: государственная корпорация «Банк развития и внешнеэкономической деятельности» («Внешэкономбанк»), публичное акционерное общество «Газпром», негосударственный пенсионный фонд НПФ «ГАЗФОНД», «Газпромбанк» .

## Руководство
С 2004 года компанию возглавляет Анатолий Гавриленко.

## Основные направления деятельности
- Доверительное управление пенсионными резервами НПФ;
- Управление средствами страховых компаний;
- Управление средствами пенсионных накоплений граждан;
- Управление активами открытых и закрытых паевых инвестиционных фондов;
- Управление средствами макрофондов («Военная ипотека»).

## История
УК «Лидер» была основана 8 апреля 1993 года.
С марта 2004 года УК «Лидер» (пройдя в 2003 году отбор по конкурсу Министерства финансов РФ) управляет пенсионными накоплениями граждан, сделавшими выбор в её пользу.
В 2005 году компания стала одним из победителей конкурса Министерства обороны РФ по управлению средствами ипотечно-накопительной системы жилищного обеспечения военнослужащих.
В июне 2008 года УК «Лидер» выиграла конкурс ОАО «РВК» по созданию совместного ЗПИФ особо рисковых (венчурных) инвестиций. В результате был сформирован фонд «Лидер-инновации».
В июле 2009 года, после участия в конкурсе Министерства Транспорта России, УК Лидер заключила концессионное соглашение на право финансирования, строительства и эксплуатации на платной основе нового выхода на МКАД с трассы М1 «Москва-Минск».
В августе 2010 года УК «Лидер» стала победителем в конкурсе по выбору управляющей компании по доверительному управлению недвижимым имуществом ОАО «Агентство по ипотечному жилищному кредитованию» (АИЖК), получив право совместного создания Закрытого паевого инвестиционного фонда недвижимости.
В апреле 2011 года на конференции «Будущее рынка доверительного управления в России» УК «Лидер» по итогам работы в 2010 году была удостоена двух наград рейтингового агентства «Эксперт РА» — «За лидерство на российском рынке доверительного управления» и «За лидерство на рынке управления пенсионными средствами».
В декабре 2011 года УК «Лидер» заключила договор доверительного управления инвестиционными резервами ОАО «Российский инвестиционный фонд информационно-коммуникационных технологий»
В 2012 году было принято решение об увеличении уставного капитала компании за счет размещения дополнительных акций по закрытой подписке. В состав акционеров ЗАО «Лидер» вошли Открытое Акционерное Общество «Газпром» и Государственная корпорация «Банк развития и внешнеэкономической деятельности (Внешэкономбанк)».
В 2013 году реализуется проект по созданию и эксплуатации мусоросортировочных комплексов с межмуниципальными полигонами в Нижегородской области (Городецкий и Балахнинский районы). В рамках проекта создаются два межмуниципальных полигона с мусоросортировочными комплексами и четыре мусороперегрузочные станции для переработки и утилизации ТБО девяти районов Нижегородской области, г. Заволжье и Сормовского района Нижнего Новгорода. Организатором финансирования проекта выступила УК «Лидер».
В ноябре 2013 года введена в эксплуатацию первая федеральная скоростная дорога, построенная в рамках концессионного соглашения. Организатором консорциума на стороне концессионера выступила управляющая компания ЗАО «Лидер».
В апреле 2014 года было завершено строительство крытого спортивного комплекса с искусственным льдом на 5000 мест (Ледовый дворец) в Ульяновске. Объект сдан в эксплуатацию и в настоящее время работа на объекте ведется в штатном режиме. Проект реализуется на основе концессионного соглашения между ЗАО «Волга-Спорт» и Правительством Ульяновской области. Организатором финансирования проекта выступила УК «Лидер».
23 декабря 2014 года между Правительством Москвы и ОАО «Новая концессионная компания» подписано концессионное соглашение № СДКП/12-2014 «О финансировании, проектировании, строительстве и эксплуатации на платной основе участка линейного объекта улично-дорожной сети — Северный дублёр Кутузовского проспекта от Молодогвардейской транспортной развязки до ММДЦ „Москва-СИТИ“ вдоль Смоленского направления МЖД».
Победитель конкурса ОАО «Новая концессионная компания» создана при поддержке ЗАО «Лидер» — одного из крупнейших российских инвесторов в инфраструктурные проекты, который обеспечивает эффективное инвестирование средств негосударственных пенсионных накоплений в высоконадежные долгосрочные проекты.
В июне 2015 года Администрация Волгограда подписала договор о передаче в концессию централизованных систем холодного водоснабжения и водоотведения областного центра ООО «Концессии водоснабжения». Организатором финансирования концессии выступает ЗАО «Лидер».
В мае 2016 года Правительство Санкт-Петербурга подписало концессионное соглашение с ООО «Транспортная концессионная компания» о развитии трамвайной сети. Организатором финансирования выступило ЗАО «Лидер». 

## Паевые инвестиционные фонды
Под управлением УК «Лидер» находятся следующие ПИФы:
- Газовая промышленность-Акции (Акций/Открытый)
- Газовая промышленность-Облигации (Облигаций/Открытый)
- Народное достояние (Смешанных инвестиций/Открытый)
- Страховые инвестиции (Облигаций/Открытый)

## Клиенты
Под управлением УК «Лидер» находится часть средств следующих НПФ:
- НПФ «ГАЗФОНД»
- НПФ «БЛАГОСОСТОЯНИЕ»
- НПФ электроэнергетики
- НПФ «Первый промышленный альянс»

Под управлением УК «Лидер» находятся следующие страховые компании:
- ОАО «СОГАЗ»

Под управлением УК «Лидер» находятся фонды федерального значения:
- Пенсионный фонд Российской Федерации[источник не указан 1656 дней]

## Венчурное инвестирование
Для профессиональных инвесторов УК «Лидер» предлагает программу венчурного инвестирования через венчурный фонд «Лидер-инновации» 

## Рейтинги и рэнкинги

### Рейтинги
Рейтинговое агентство «Эксперт РА» в 2011 году присвоило надежности и качеству услуг компании рейтинговую оценку «А++», прогноз «стабильный». На протяжении почти 10 лет этот рейтинг и прогноз неизменно подтверждались, последний раз - в 2020 году.

### Рэнкинги
На 30.06.2013 по данным «Эксперт РА» 
- 1 место по сумме активов в управлении[16];
- 1 место по сумме пенсионных резервов в управлении[17];
- 1 место по объему собственных средств
- 4 место по сумме средств страховых компаний в управлении[18];
- 4 место по сумме средств пенсионных накоплений, переданных от НПФ[19]

.